# Bernesq
Bernesq ist eine französische Gemeinde im Département Calvados in der Region Normandie mit 211 Einwohnern (Stand: 1. Januar 2022). Bernesq gehört zum Arrondissement Bayeux und zum Kanton Trévières. 

## Geografie
Bernesq liegt etwa 28 Kilometer westlich von Bayeux. Umgeben wird Bernesq von den Nachbargemeinden Bricqueville im Norden und Nordwesten, Trévières im Norden, Rubercy im Osten und Nordosten, Saint-Martin-de-Blagny im Süden und Südosten sowie La Folie im Westen und Südwesten.

## Bevölkerungsentwicklung
| 1962                      | 1968 | 1975 | 1982 | 1990 | 1999 | 2006 | 2013 |
| ------------------------- | ---- | ---- | ---- | ---- | ---- | ---- | ---- |
| 336                       | 301  | 275  | 207  | 167  | 153  | 202  | 181  |
| Quelle: Cassini und INSEE |      |      |      |      |      |      |      |

## Sehenswürdigkeiten
- Kirche Saint-Vigor aus dem 19. Jahrhundert
- Schloss Bernesq aus dem 15. Jahrhundert

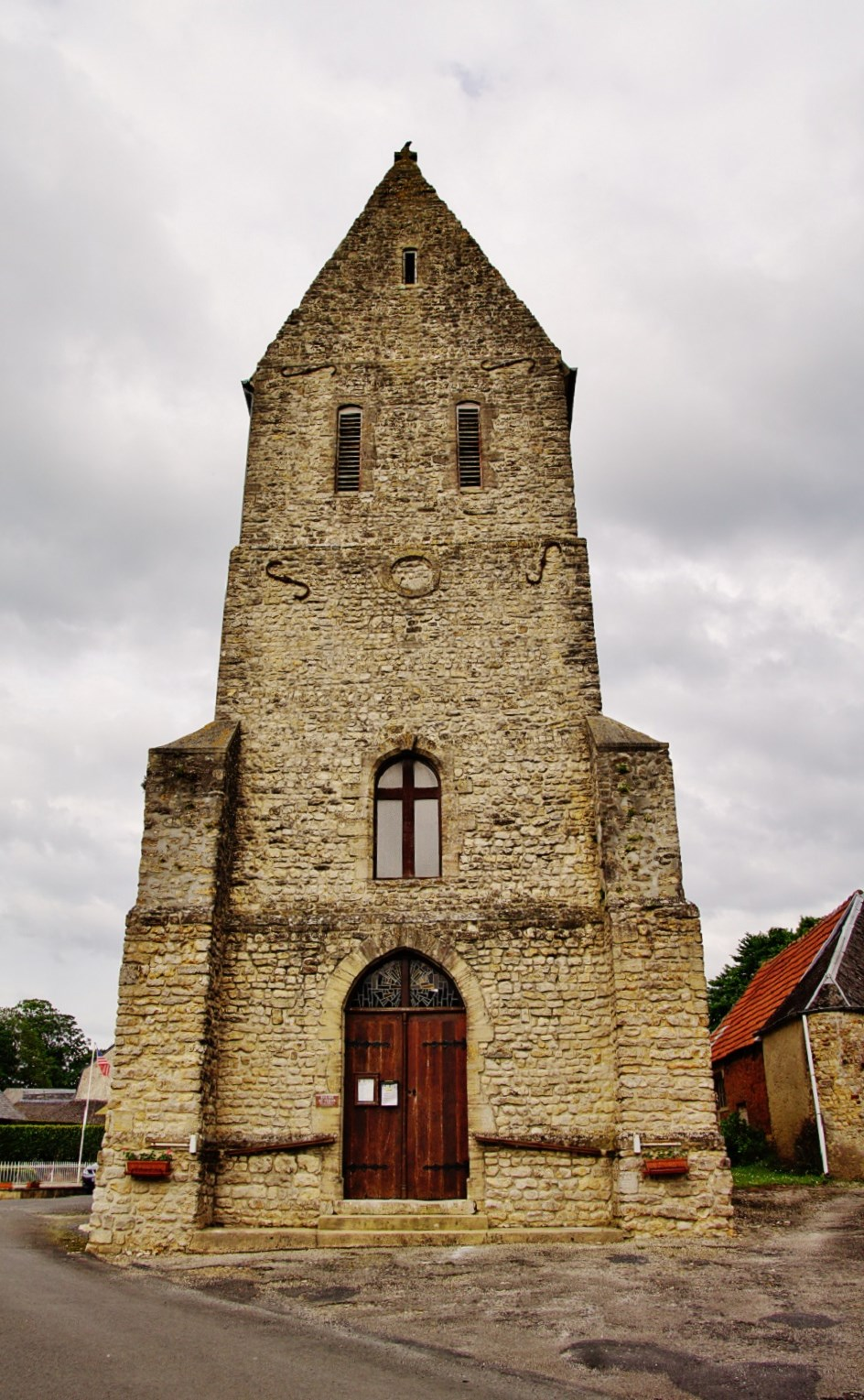
Kirche Saint-Vigor
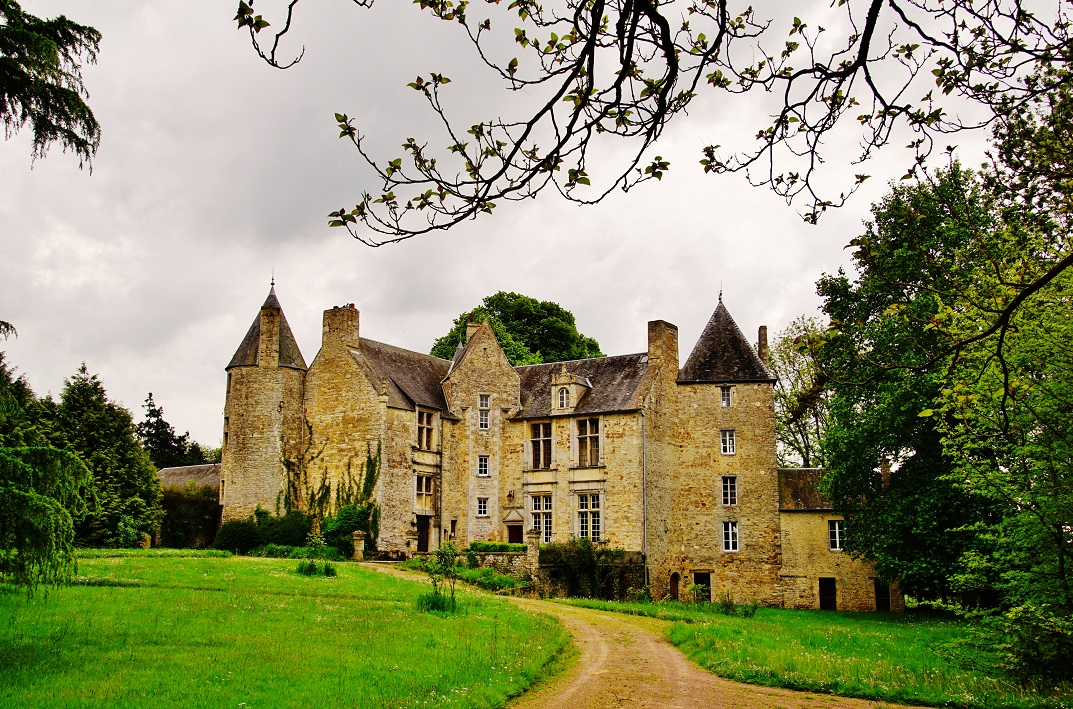
Schloss Bernesq